# Richland (Missouri)
Richland é uma cidade localizada no estado americano de Missouri, no Condado de Camden e Condado de Laclede e Condado de Pulaski.

## Demografia
Segundo o censo americano de 2000, a sua população era de 1805 habitantes.
Em 2006, foi estimada uma população de 1766, um decréscimo de 39 (-2.2%).

## Geografia
De acordo com o United States Census Bureau tem uma área de
5,9 km², dos quais 5,9 km² cobertos por terra e 0,0 km² cobertos por água. Richland localiza-se a aproximadamente 324 m acima do nível do mar.

## Localidades na vizinhança
O diagrama seguinte representa as localidades num raio de 28 km ao redor de Richland.